# Markus Schopp
Markus Schopp (Graz, 22 de febrero de 1974) es un exfutbolista y entrenador austriaco que actualmente dirige al TSV Hartberg.

## Carrera como jugador
Hizo su debut profesional en 1995 para el club SK Sturm Graz en su ciudad natal, jugando en un partido de clasificación del Campeonato Europeo contra Letonia y participó en la Copa Mundial de Fútbol de 1998.
Jugó por última vez para New York Red Bulls de la Major League Soccer, prestado por el club hermano Red Bull Salzburg de Austria.
Schopp también jugó para Hamburgo (Alemania) y Brescia Calcio (Italia).
Se retiró del fútbol en diciembre de 2007 debido a problemas crónicos de espalda.

## Carrera como entrenador
Schopp comenzó su carrera como entrenador en el sistema juvenil de Red Bull Salzburgo después de su retiro.
En abril de 2013, fue nombrado entrenador en jefe interino en su antiguo club Sturm Graz hasta el final de la temporada, luego del despido de Peter Hyballa.
En 2018, Schopp se convirtió en entrenador del TSV Hartberg en la Bundesliga austriaca. En la temporada 2019-20, Schopp llevó al club a su mejor resultado en la liga y aseguró un lugar en la UEFA Europa League por primera vez en la historia del club. Durante la temporada 2020-21, llevó al club a un séptimo puesto. Durante su tiempo como gerente en Sturm Graz y Hartberg, Schopp se ganó una reputación como desarrollador de jóvenes talentos emergentes.
El 29 de junio de 2021, Schopp fue nombrado entrenador del Barnsley, que disputaba el Championship. Firmó un contrato de tres años y reemplazó a Valérien Ismaël, quien había dejado el club una semana antes para convertirse en el nuevo entrenador del West Bromwich Albion. El 1 de noviembre de 2021, el club inglés confirmó el despido de Schopp después de una racha de 13 partidos sin ganar y siete derrotas consecutivas en la liga.

## Trayectoria

### Jugador
| Club               | País           | Año         |
| ------------------ | -------------- | ----------- |
| SK Sturm Graz      | Austria        | 1991 - 1996 |
| Hamburgo SV        | Alemania       | 1996 - 1998 |
| SK Sturm Graz      | Austria        | 1998 - 2001 |
| Brescia Calcio     | Italia         | 2001 - 2005 |
| Red Bull Salzburgo | Austria        | 2005 - 2006 |
| New York Red Bulls | Estados Unidos | 2006 - 2008 |

### Como entrenador
| Club                           | País           | Año             |
| ------------------------------ | -------------- | --------------- |
| NY Red Bulls (2º entrenador)   | Estados Unidos | 2008            |
| SK Sturm Graz (juvenil)        | Austria        | 2009 - 2011     |
| Austria Sub-21 (2º entrenador) | Austria        | 2010 - 2011     |
| SK Sturm Graz (Sub-18)         | Austria        | 2011 - 2012     |
| SK Sturm Graz II (interino)    | Austria        | 2012            |
| SK Sturm Graz II               | Austria        | 2012 - 2013     |
| SK Sturm Graz (interino)       | Austria        | 2013            |
| SK Sturm Graz II               | Austria        | 2013 - 2017     |
| SKN St. Pölten (2º entrenador) | Austria        | 2017 - 2018     |
| TSV Hartberg                   | Austria        | 2018 - 2021     |
| Barnsley FC                    | Inglaterra     | 2021            |
| TSV Hartberg                   | Austria        | 2022 - Presente |